# Minkowce (Białoruś)
Minkowce (biał. Мінкаўцы, ros. Минковцы) – chutor na Białorusi, w obwodzie grodzieńskim, w rejonie grodzieńskim, w sielsowiecie Odelsk.
W dwudziestoleciu międzywojennym leżał w Polsce, w województwie białostockim, w powiecie sokólskim. Po II wojnie światowej chutor został odcięty od wsi Minkowce przez granicę jałtańską, znajdując się po jej sowieckiej stronie.